# Yari (koplje)
Yari (槍) je izraz za tradicionalno izrađenu japansku oštricu (nihonto). Borilačka vještina vladanja yarijem naziva se Sođucu.